# Katarina Taikon
Katarina Taikon, folkbokförd Katharina Maria Taikon, under en tid Taikon Langhammer, född 29 juli 1932 i Almby i Örebro i Örebro län, död 30 december 1995 i Ytterhogdal i Hälsingland, var en svensk författare och människorättskämpe av romsk härkomst.
Katarina Taikon debuterade som författare 1963 med den självbiografiska Zigenerska. Hon var mest känd för sina barn- och ungdomsböcker i Katitzi-serien, som började ges ut 1969. Som rom var hon även aktiv i samhällsdebatten om de svenska romernas rättigheter.

## Biografi
Katarina Taikon var dotter till silversmeden och tivoliägaren Johan Taikon och Agda Karlsson. Fadern kom till Sverige från Ryssland i början av 1900-talet och träffade servitrisen Agda Carlsson ett antal år senare, då han spelade fiol på en restaurang i Göteborg. Katarina Taikon var yngre syster till silversmeden Rosa Taikon. Hans Caldaras och Monica Caldaras är hennes kusinbarn. Hennes mor avled när hon var nio månader gammal. Efter det att fadern gift om sig, kom Katarina Taikon i fosterhem hos paret Kreüter på Sörböle i Skellefteå. Paret Kreüter drev ett tivoli och hade allra helst velat adoptera sitt fosterbarn, men fadern motsatte sig detta.
Sommaren 1939 skrevs hon in som Ketty Karlsson (moderns efternamn) på barnhemmet Umebygdens barnhem på Öbacka i Umeå. De båda första böckerna om Katitzi utspelar sig också i södra Västerbotten, och i den sista vänder hon åter till flickrummet i Skellefteå. När Katarina Taikon var 16 år spelade hon 1948 en huvudroll i Arne Sucksdorffs kortfilm Uppbrott. Hon bodde 1969 till 1987 på Henriksdalsberget i Nacka där ett torg har  uppkallats efter henne.
Liksom de flesta Kalderash-romer i sin generation hade hon inte gått i skola som barn, utan lärde sig läsa och skriva först i tonåren. Hon studerade senare på Birkagårdens folkhögskola och vid Bröderna Påhlmans handelsinstitut.
År 1982 drabbades Katarina Taikon av hjärtstillestånd. Hon kunde återupplivas av ambulanssjukvårdarna men hade då redan fått svåra hjärnskador av den långvariga syrebristen. Därefter låg hon 13 år i koma, tills hon avled 1995 utan att ha återfått medvetandet.
Hösten 2012 utgavs biografin Den dag jag blir fri, skriven av Lawen Mohtadi. En dokumentärfilm om Katariana Taikons liv, Taikon, hade biopremiär i oktober 2015 med manus och regi av Gellert Tamas och Lawen Mohtadi.
Katarina Taikon kämpade, tillsammans med systern Rosa Taikon, för mänskliga rättigheter. Sedan de blev läskunniga och kunde läsa det som skrevs om "zigenare", väcktes engagemanget och Taikon blev en betydande del av romernas medborgarrättsrörelse under 1960- och 1970-talet.

## Privatliv
Katarina Taikon var en tid förlovad med skådespelaren Ove Tjernberg (1928–2001) och fick med honom dottern Angelica Ström (född 1953). Tillsammans med konstnären Svenolov Ehrén (1927–2004) fick hon sonen Michael Langhammer (född 1957). Åren 1962–1981 var hon gift med fotografen Björn Langhammer (1933–1986) och fick med honom sonen Niki Langhammer (1961–1999).
Katarina Taikon gravsattes på Skogskyrkogården i Stockholm i samma grav som brodern Paul Taikon.